# William J. Humphrey
William J. Humphrey (William Jonathan Humphrey, Chicopee Falls, Massachusetts, 2 de enero de 1875 - Hollywood, California, 4 de octubre de 1942) fue un actor y director cinematográfico estadounidense. 

## Resumen biográfico
Fue un miembro bien conocido de los Vitagraph Studios. Sin el aspecto romántico adecuado para llegar a ser una verdadera estrella, no obstante interpretó primeros papeles en obras de Shakespeare así como en otras importantes producciones del estudio. 
A finales de la época del cine mudo, Humphrey y otros actores de Vitagraph como Florence Turner, Maurice Costello y Flora Finch entraron a formar parte de Metro Goldwyn Mayer en tanto que actores de reparto.

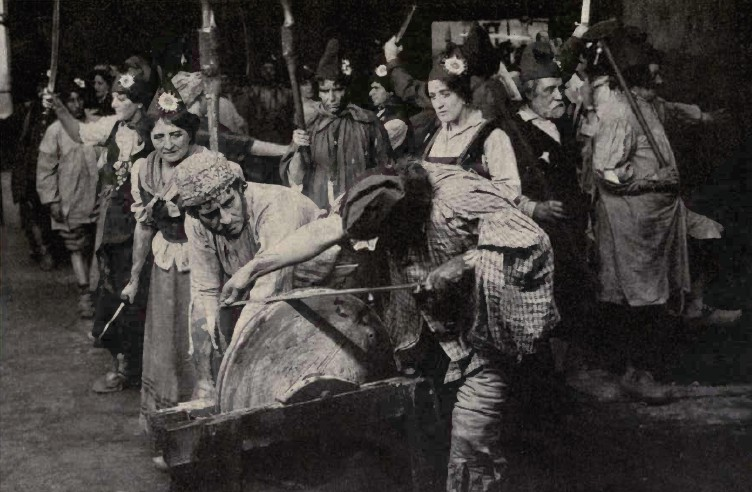
Fotograma de la película de 1911 A Tale of Two Cities, basada en la novela homónima de Charles Dickens y dirigida por William J. Humphrey.

Entre sus trabajos como actor para la MGM destacan los de One Night in Rome (1924), junto a Laurette Taylor, y The Actress (1928), con Norma Shearer. 
Humphrey siguió trabajando en el cine hasta 1937 y en 1942 falleció por infarto agudo de miocardio.